# Wilgenplatbek
De wilgenplatbek (Heringia verrucula) is een vliegensoort uit de familie van de zweefvliegen (Syrphidae). De wetenschappelijke naam van de soort is voor het eerst geldig gepubliceerd in 1931 door Collin.